# نارسيسو أوريلانا
نارسيسو أوريلانا (بالإسبانية: Narciso Orellana) (28 يناير 1995 بسان سلفادور في السلفادور - ) هو لاعب كرة قدم سلفادوري في مركز الوسط. شارك مع منتخب السلفادور تحت 20 سنة لكرة القدم ومنتخب السلفادور تحت 21 سنة لكرة القدم ‏ ومنتخب السلفادور تحت 23 سنة لكرة القدم ومنتخب السلفادور لكرة القدم. أما مع النوادي، فقد لعب مع إيسيدرو ميتابان ‏ وC.D. Titán ‏.

## مسيرته الكروية
لعب نارسيسو أوريلانا خلال مسيرته الاحترافية مع ناديين في سبعة مواسم وسجل خلالها 8 أهداف ضمن 229 مباراة. ولم يفز بأي موسم بالكأس وفاز في أربعة مواسم بالدوري.
خاض نارسيسو أوريلانا مسيرته مع إيسيدرو ميتابان ‏ في موسم 2013–14 ليلعب معه أربعة مواسم، مشاركًا في 139 مباراة سجل خلالها 5 أهداف. ثم انتقل إلى نادي أليانزا ‏ في موسم 2017–18 واستمر معه طيلة ثلاثة مواسم، حيث شارك في 90 مباراة سجل خلالها 3 أهداف.

## وصلات خارجية
- نارسيسو أوريلانا على موقع قاعدة بيانات كرة القدم.إي يو (الإنجليزية)
- نارسيسو أوريلانا على موقع ناشيونال فوتبول تيمز (الإنجليزية)
- نارسيسو أوريلانا على موقع Soccerway.com (الإنجليزية)
- نارسيسو أوريلانا على موقع عالم كرة القدم.نت (الإنجليزية)